# Faribault
Faribault é uma cidade localizada no estado americano de Minnesota, no Condado de Rice.

## Demografia
Segundo o censo americano de 2000, a sua população era de 20.818 habitantes.
Em 2010, segundo o censo americano a sua população era de 23,352 habitantes, um aumento de 2534 (12.2%).

## Geografia
De acordo com o United States Census Bureau tem uma área de
33,3 km², dos quais 32,8 km² cobertos por terra e 0,5 km² cobertos por água.

## Localidades na vizinhança
O diagrama seguinte representa as localidades num raio de 20 km ao redor de Faribault.